# Shahrestān di Davarzan
Lo shahrestān di Davarzan (farsi شهرستان داورزن) è uno dei 28 shahrestān del Razavi Khorasan, il capoluogo è Davarzan. Lo shahrestān è suddiviso in 2 circoscrizioni (bakhsh): 
- Centrale (بخش مرکزی)
- Bashtin (بخش باشتين)